# Bovolenta
Bovolenta – miejscowość i gmina we Włoszech, w regionie Wenecja Euganejska, w prowincji Padwa.
Według danych na rok 2004 gminę zamieszkiwały 3143 osoby, 142,9 os./km².